# Кав'ярня

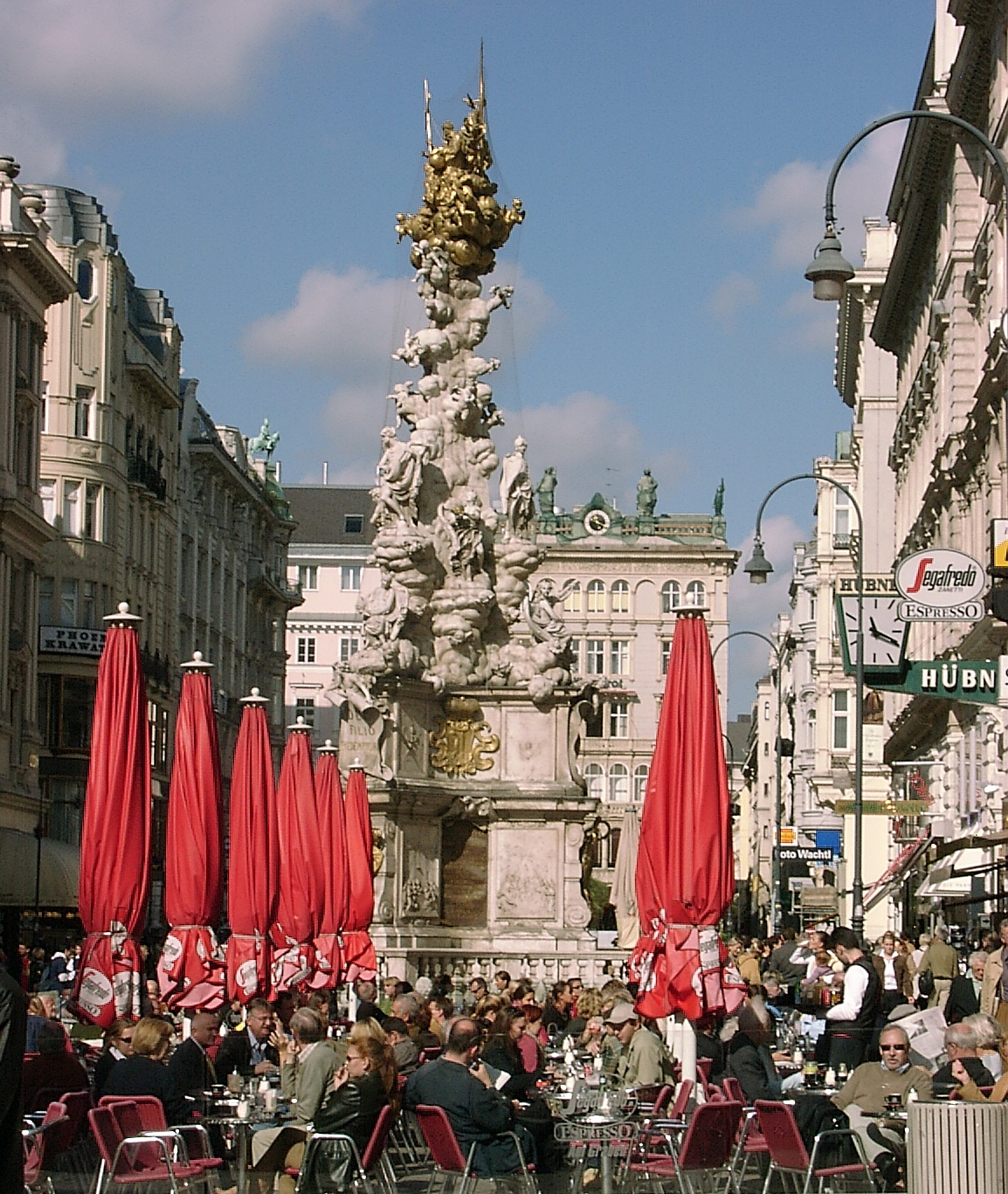
Вулична кав'ярня, Відень

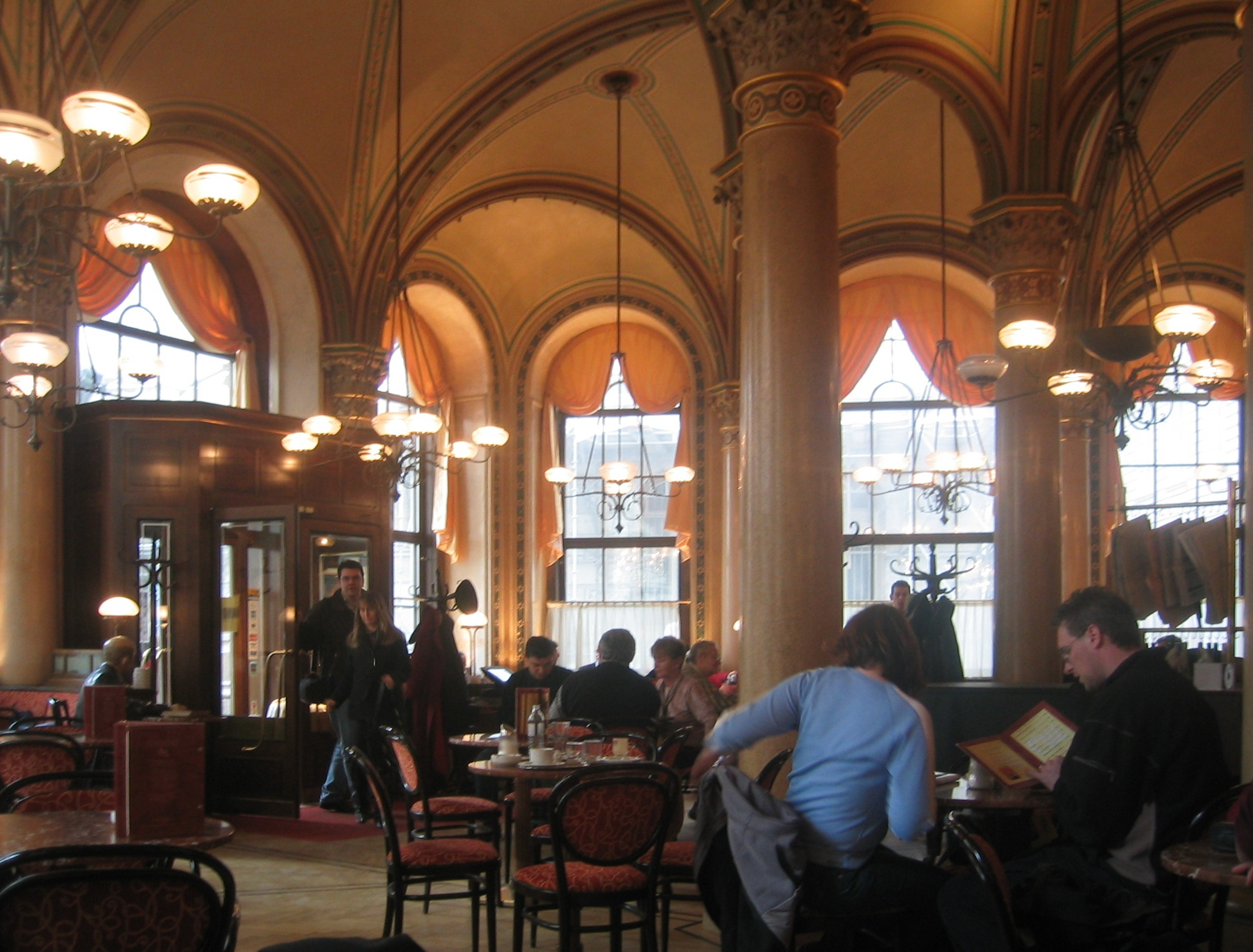
Інтер'єр «Центральної кав'ярні» у Відні

Кав'я́рня, кава́рня, кафе́, розм. кофе́йня (фр. café, дос. «кава») — невеличкий заклад громадського харчування, де подають відвідувачам каву, чай, закуски тощо. До меню зазвичай включають найпопулярніші напої, відомі у всьому світі: кава натуральна, кава-капучино, кава-еспресо, кава по-східному, кава-корето тощо. У кав'ярні споживачам можуть запропонувати й інші напої, які складають альтернативу кавовим — від соків до міцних алкогольних.

## Історія

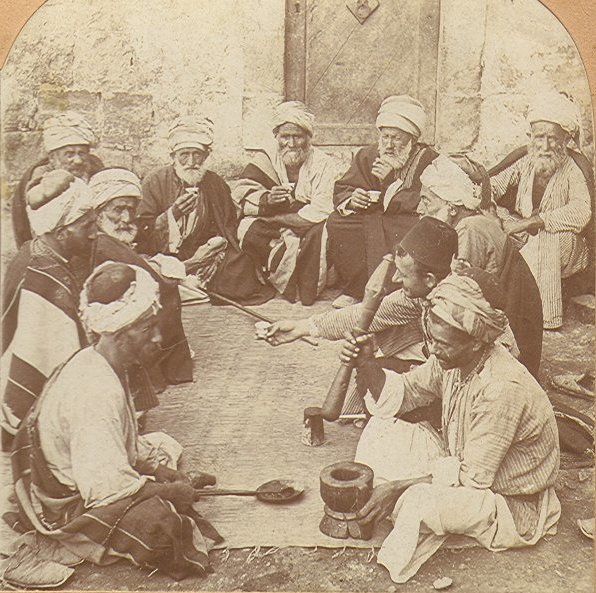
Кав'ярня в Палестині (світлина ХІХ століття)

Кав'ярні, як місце зустрічей громадськості, з'явилися у країнах Близького Сходу у XVI столітті, де чоловіки збиралися поспілкуватися, випити кави (як правило по-турецьки) або чаю, покурити кальян, також грали в шахи, нарди, чи слухали музику і розповіді оповідача.

### Близький Схід
Перші кав'ярні (арабською al-maqhah), про існування яких відомо з письмових джерел, виникли у Мецці та Медині. І саме там вперше викликали невдоволення влади. Це сталося в 1511 році. За переказами, намісник Мекки Хаїр бей, дізнавшись, що відвідувачі закладів ведуть підбурливі розмови і поширюють знущальні вірші про нього, наказав закрити усі кав'ярні, спалити знайдені кавові зерна і заборонив продаж та вживання кави. Але в Каїрі, якому були підвладні «святі міста», наказ розцінили як свавільний і недочасний, та скасували.

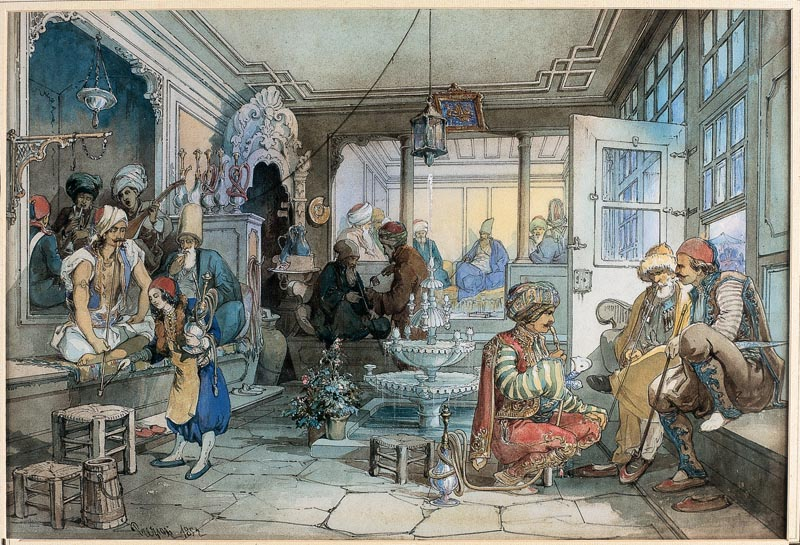
Кав'ярня у Стамбулі, малюнок, XIX століття

Невдовзі більшість арабських країн були приєднані до Османської імперії. Султан Сулейман Пишний (1520—1566) на початку свого правління теж спробував заборонити вживання кави, але заборона протрималася недовго. 1554 року з дозволу султана два брати-сирійці заснували першу кав'ярню в Стамбулі. А за нею подібні заклади (тур. kahvehane, kıraathane, що українською зазвичай передається як «кафана») почали виникати і в провінціях імперії. В столиці кафан нараховували понад шість сотень. Кав'ярні намагалися заборонити османські султани Мурад IV (1623—1640) та Мехмед IV (1648—1687), але заборони довго не протрималися.
У Персії перші кав'ярні (перс. qahveh-khaneh) були засновані вже у 40-х роках XVI століття, а справді розквітли за правління шаха Аббаса Великого (1587—1628). Кав'ярні виявилися зручним способом залучення підданих до громадського життя (як його розуміли тодішні східні володарі) і водночас їхнього заспокоєння. Досить було підслухати розмови їхніх відвідувачів, щоб зрозуміти настрої підданих. Саме так діяв шах Аббас, за наказом якого шпигуни наповнили усі перські кафехани.

### Європа і Північна Америка

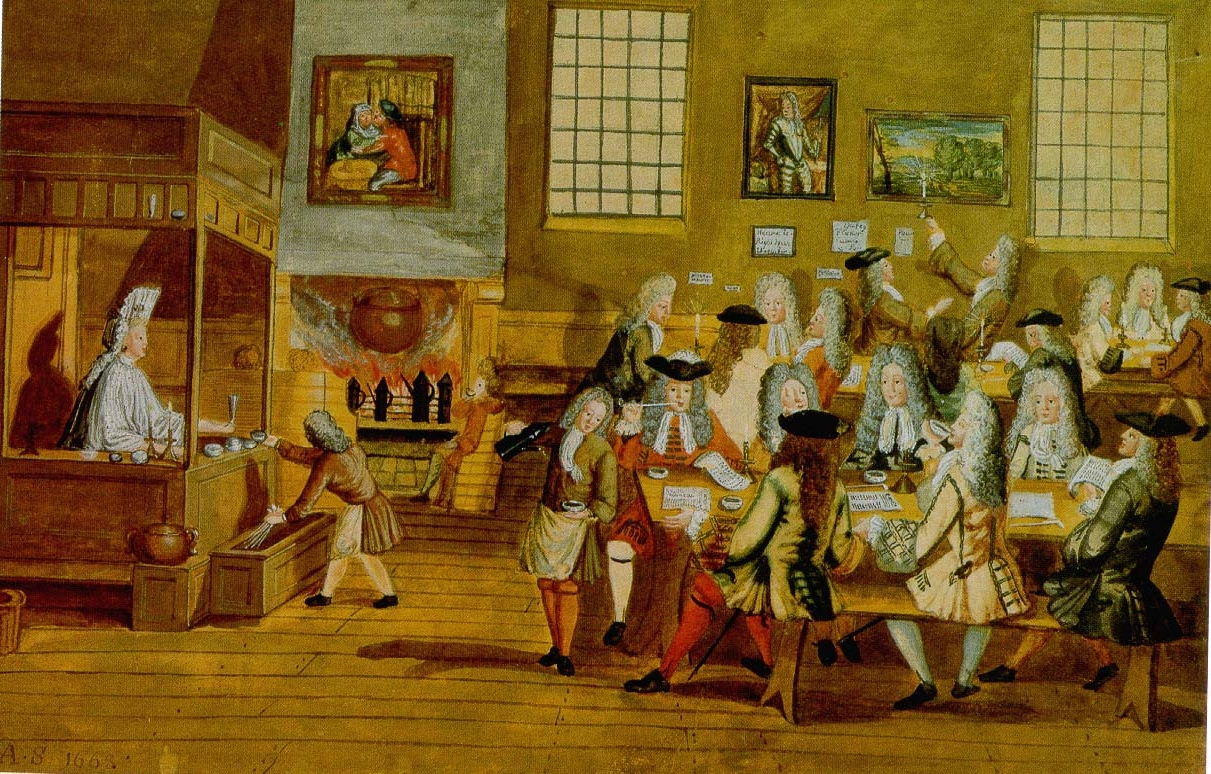
Лондонська кав'ярня XVII сторіччя

Перша кав'ярня в християнській Європі з'явилася 1632 року в італійському Ліворно, наступна — у Венеції.
У 1644 році була заснована перша кав'ярня у голландській Гаазі, 1650 — в англійському Оксфорді. 1652 року відкрився заклад Паскуа Розі в Лондоні.
1670 року з'явилася перша кав'ярня в Північній Америці, у Бостоні.
В Англії та її американських колоніях кав'ярні (англ. coffeehouse) від самого початку перетворилися на місце зустрічі заклопотаних справами «ділових людей». Кофіхауз, заснований Едвардом Ллойдом зрештою перетворився на одну з перших і найвідоміших у світі страхових контор. Змушені залишити Королівську біржу торговці цінними паперами облаштувалися в кав'ярні «Джонатанз», яка зрештою перетворилася на іншу біржу — фондову. В кав'ярнях народилися аукціони «Сотбіз» та «Крістіз». А з посиденьок Оксфордського кавового клубу у закладі Тільярда виросло Королівське наукове товариство, або ж Британська академія.

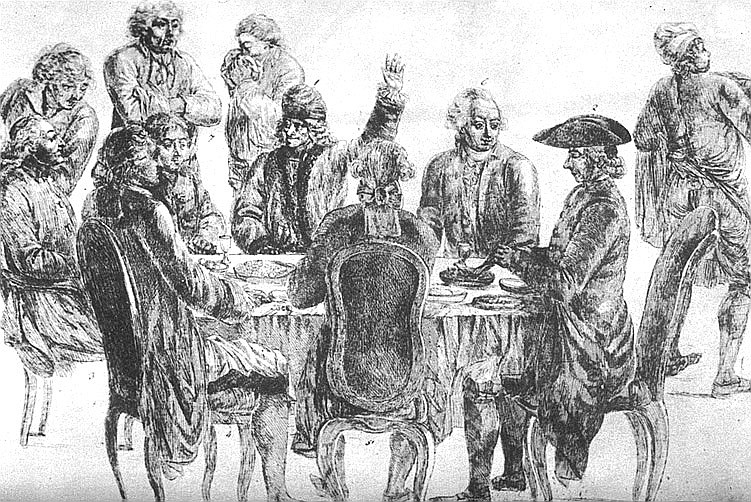
Вольтер і Дідро в паризькому кафе «Прокоп»

Англійський король Карл II, обурений тим, що кав'ярні перетворилися на «притулок ледарів, невдоволених владою», в 1675 році спробував закрити усі кофіхаузи разом. Проте громадське обурення свавільним наказом виявилося таким потужним, що король змушений був скасувати своє розпорядження вже через одинадцять днів — тобто за два дні до того, як воно мало увійти в силу.
В 1671 році перша кав'ярня (фр. cafe) відкрилася в Парижі. У французькій столиці кав'ярні не були не стільки місцем ділових перемовин та укладання угод, скільки закладами, де грали у шахи і обговорювали питання громадського життя. Кафе «Режанс» був улюбленим закладом Дені Дідро. А в «Прокопі» він працював над «Енциклопедією» і зустрічався з Вольтером.
В 1673 році кав'ярня (нім. kaffeehaus) з'явилася — в німецькому Бремені, в 1676 — в українському Кам'янці, 1678 — у Гамбурзі. Згідно з легендою, засновником першої (або ж однієї з перших) віденської кав'ярні був українець Юрій-Франц Кульчицький, який брав участь в Обороні Відня.
Не пізніше 1698 року кав'ярні (дан. kaffehuse) з'явилися у данському Копенгагені.
У 1714 році буда заснована кав'ярня (угор. kávéház) «Балаш» в угорському Пешті (хоча кафани тут існували і за османського панування), в 1721 — в Берліні. 1724 року перша кав'ярня (пол. kawiarnia), що мала назву «За залізною брамою», відкрилася у Варшаві. У Стокгольмі в 1728 році існувало вже 15 кав'ярень, не рахуючи «нелегальних».
В Україні перші кав'ярні «європейського» типу створили німці — у 1829 році Карл Гартман відкрив у Львові «Віденську кав'ярню», збудувавши для неї спеціальну будівлю, в 1840 році Готліб Фінке заснував під власним іменем першу кав'ярню в Києві.

### Кав'ярні «чудової доби»

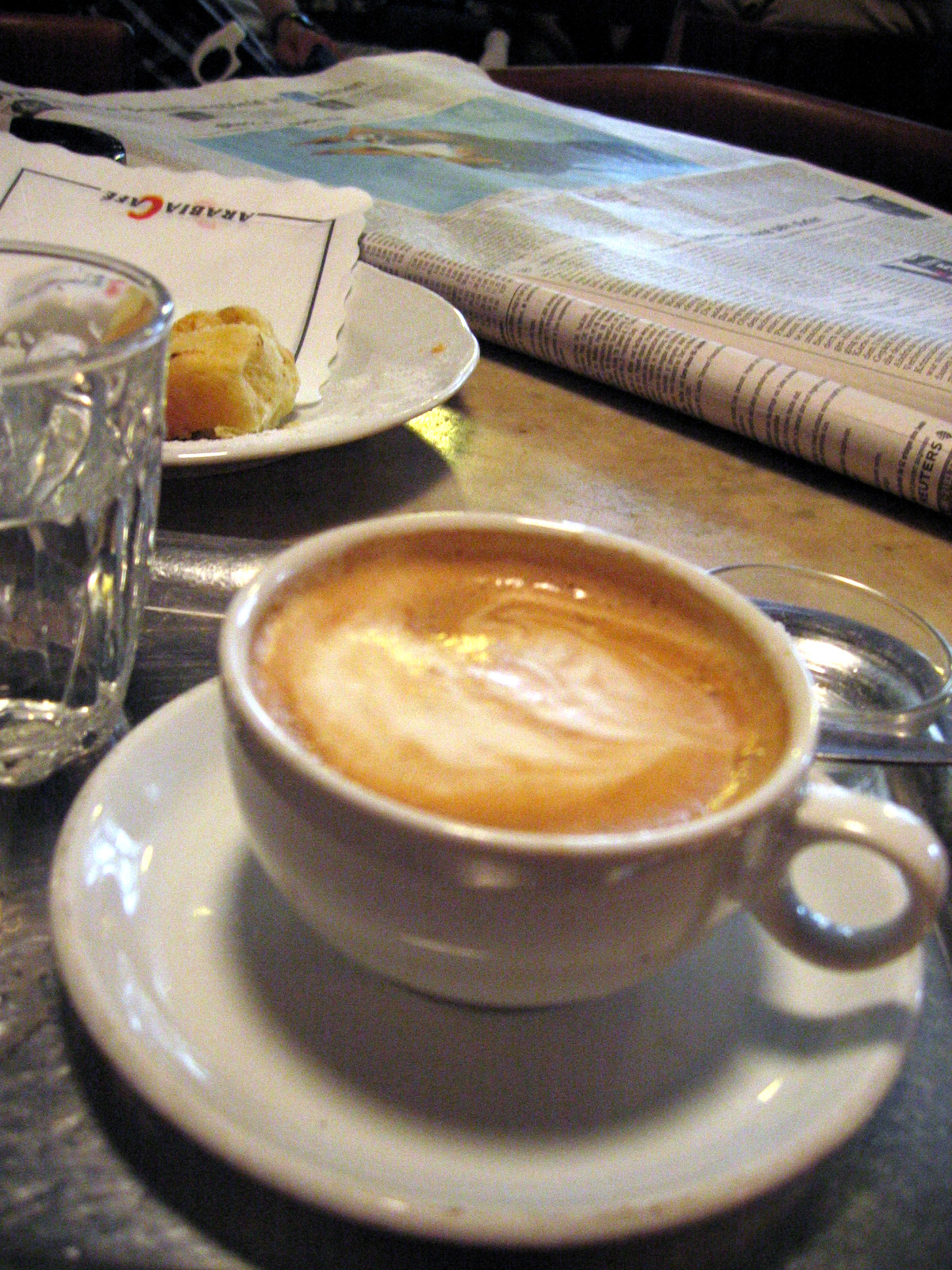
Знаменита віденська кава, кафе Гавелка

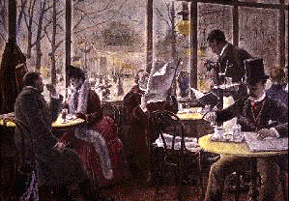
Кафе Йости, Потсдамська площа, Берлін, картина Пауля Геніґера, 1890

З середини XIX століття, яку вважають початком так званої «чудової доби» (фр. belle epoque), кав'ярні перетворилися на центр світського життя. Відвідувачі розслаблено сиділи за столиками з філіжанками і спостерігали за життям міста, яке вирує навколо. Навіть вікна кав'ярні тепер стали великими, схожими на вітрини, та займали майже всю зовнішню стіну закладу. Все частіше столики виставляли на особливих терасах перед кав'ярнями чи просто на вулиці. Для цього, щоправда, вже не підходили звичні масивні меблі — на зміну їм прийшли легкі, практичні і водночас елегантні. Такі, як створений Михаелєм Тонетом «стілець номер 14», тепер більше знаний як «віденський стілець».
В Парижі в середині XIX сторіччя нараховували 4 тисячі кафе. А першість належала Відню — аж 15 тисяч кафегаузів. За віденьським і паризьким зразком кафе «бульварного» типу відкривалися і в інших країнах Європи, та навіть за її межами. «Йості» і «Кафе дес Вестенс» в Берліні, «Йоріс» у Гаазі, «Цюрих» в Барселоні, «Хіхон» у Мадриді, «Кафе дельї спеккі» в Трієсті, «Віденська кав'ярня» у Львові, «Фанконі» в Одесі, «Фляйшман» у Нью-Йорку, «Тортоні» в Буенос-Айресі і тисячі подібних до них закладів складали частини єдиного «кавового» світу «чудової доби».
Поруч із «класичними» кав'ярнями з'явилися й нові заклади, в яких подавали насамперед солодощі, а кава була швидше доповненням до них, — цукерні або ж кондитерські (нім. konditorei, фр. confiserie). Цукерні були популярнішими серед жінок і часто були розраховані саме на них. Хоча траплялися й винятки. Так, цукернями були найпопулярніші серед представників усіх статей київські кав'ярні — «Франсуа», «Жорж» та «Семадені».
Перший в історії кіносеанс, влаштований братами Люм'єр, відбувся саме у кав'ярні — честь випала «Гран-кафе» на паризькому Бульварі капуцинок. А у віденських кафегаузах — таких як «Ріттер» чи «Централь» — часто влаштовували фортеп'янні концерти та літературні читання.

### Кафетерії та бари
Прискорення швидкості життя сприяло появі нових типів кав'ярень. На початку XX ст.в США з'явилися нові заклади самообслуговування, в яких темп задавали самі клієнти, — таку кафе-їдальню називали кафетерією (ісп. cafeteria, дослівно — «місце, де пропонують каву»). З появою еспресо-машини чимало кафе перетворилися на бари (хоча довгий час поширенішою була звична назва «кафе»). Роботою еспресо-машини зазвичай керував бармен (або ж, як його називають італійською — бариста), саме він тепер перетворився на ключову фігуру — розпорядника закладу.
Одночасно відбувалася і своєрідна «пролетарізація» кав'ярень — насамперед тих, що були розташовані подалі від міського центру, в районах, подібних до паризького Монмартра чи Монпарнаса. Робітників в них насправді було не так вже й багато, натомість кафе наповнювали ті, хто не мав постійного заробітку, незаможні представники «вільних професій» — невизнані художники, літератори, актори, вічні студенти, активісти маргінальних партій, політичні іммігранти тощо. Як зізнавався згодом Ернст Гемінгвей, багато з них у кав'ярнях просто грілися.

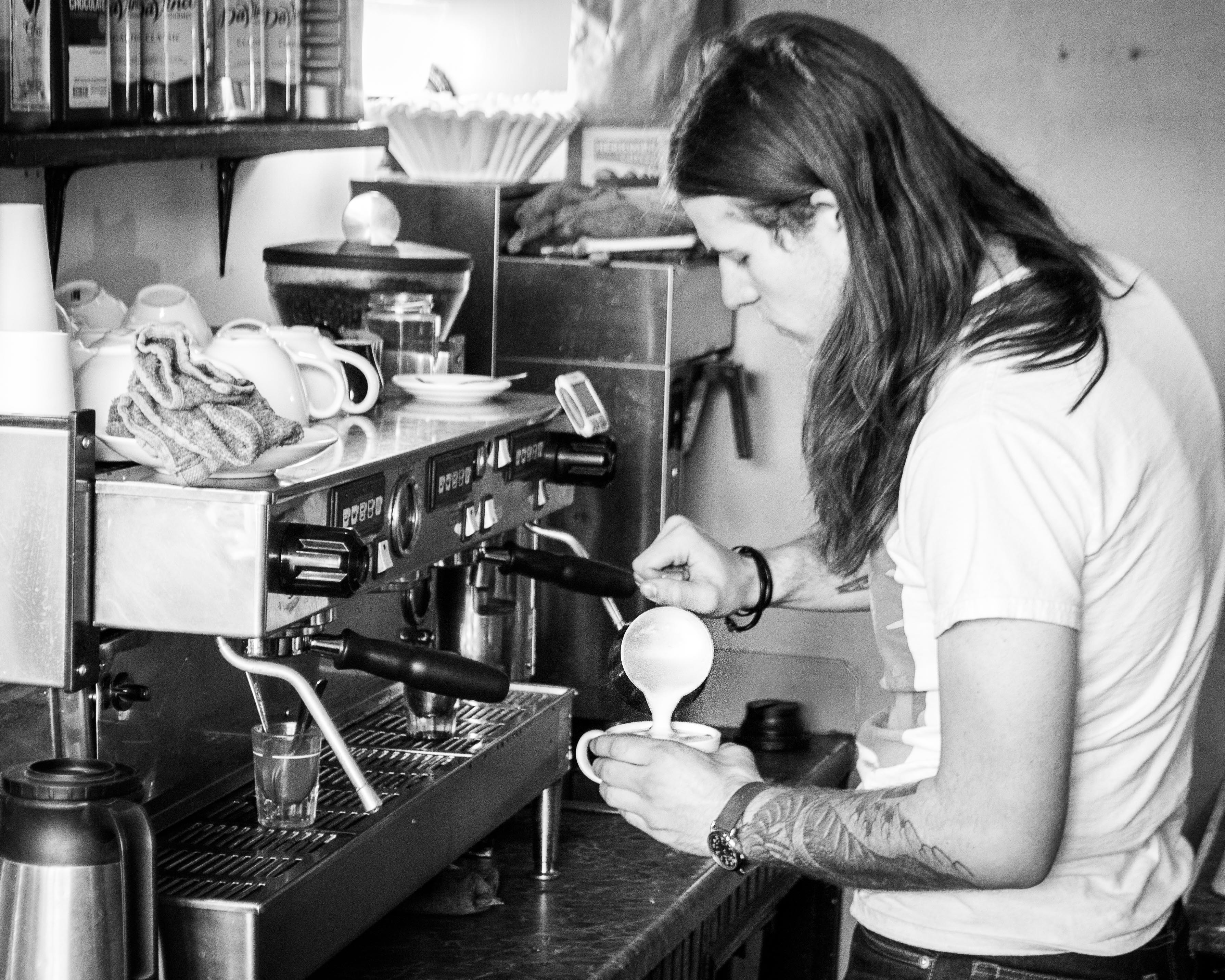
Бариста готує каву в еспресо-барі

Створення в 1947 році вдосконаленої еспресо-машини, якій вже не був потрібний бойдер для створення пару, дозволило зменшити розміри кав'ярень та збільшити їхню кількість — кава-машина коштувала тепер не надто дорого і була по кишені навіть найдрібнішим підприємцям, а ризик прогоріти став меншим. Поруч з традиційними кафе невдовзі з'явилися цілком нові заклади — еспресо-бари. В них каву пили вже не за столиками, а біля стійки, де стояли високі стільці, або ж взагалі стоячи. На споживання напою тепер можна витрачати мінімум часу. В еспресо-бар можна було просто «заскочити» на кілька хвилин, випити свій еспресо за пару ковтків, поглядаючи на годинник, і вирушити далі у своїх справах.
В СРСР такі еспресо-бари іменували також кафетеріями. Їх влаштовували переважно при великих продовольчих і універсальних магазинах і призначали для продажу і споживання на місці гарячих напоїв, молочнокислих продуктів, бутербродів, кондитерських виробів та інших товарів, які не потребували складного приготування.

### «Третє рідне місце»
Наприкінці XX ст. менеджер, а потім і власник компанії «Старбакс» Говард Шульц створив новий тип кав'ярні. Кафе, на його переконання, мало стати не лише точкою, де можна «зарядитися» збадьорливим трунком, а улюбленим місцем для щоденного життя. В кав'ярні цього типу можна було просто провести час, розслабитися, відпочити, поспілкуватися з іншими відвідувачами, навіть попрацювати — така концепція отримала назву «третього рідного місця».
З часом концепцію Шульца взяли на озброєння й інші власники кав'ярень та цілих мереж. І тепер кафе подібного типу існують у більшості країн світу — поруч з еспресо-барами і традиційними кафе.